# Groza nad beloj
Groza nad beloj (Прокажённая) è un film del 1968 diretto da Stanislav Viktorovič Čaplin e Evgenij Konstantinovič Nemčenko.